# Soricomys
Soricomys és un gènere de rosegadors de la família dels múrids.

## Descripció

### Dimensions
El gènere Soricomys agrupa rosegadors de petites dimensions, amb una llargada de cap a gropa de 91–115 mm, una cua de 82–101 mm i un pes de fins a 36 g.

### Característiques cranials i dentals
El crani presenta ossos nasals que arriben fins al marge anterior dels ossos premaxil·lars. Els forats incisius són curts i amples, mentre que les plaques zigomàtiques tenen el marge dret. Les incisives superiors són ortodontes, o amb puntes que apunten cap avall.

### Aspecte
El pelatge, llarg i espès, és més fosc i llarg al dors. El musell és llarg i cònic, mentre que les orelles són petites i rodones. Els ulls són petits. Les potes posteriors són llargues i primes com a adaptació a la vida a nivell de terra. Hi ha cinc coixinets al palmell de les mans i sis a la planta dels peus. La cua és aproximadament igual de llarga que el cap i el cos. Les femelles tenen dos parells de mamelles inguinals.

## Distribució
L'àmbit de distribució del gènere abasta l'illa de Luzon.